# Videografia de Lucero
A atriz e cantora mexicana Lucero já lançou ao total treze álbuns de vídeos e 84 videoclipes, incluindo os que foram participações especiais ou em parceira com outros artistas. Seus primeiros videoclipes foram feitos durante apresentações de programas, como o Siempre en Domingo, Xe-Tu e na série de televisão mexicana Chiquilladas (1982), em que Lucero fazia parte do elenco. Os primeiros videoclipes a serem filmados em externas, foram os de seu terceiro álbum de estúdio Fuego y Ternura (1985), em que gravou a da canção de mesmo nome no parque aquático Reino Aventura (atual Six Flags). No mesmo ano, Lucero gravou dois videoclipes de duas canções para o filme Fiebre de Amor (1985). 
A partir de 1989, Lucero passou a gravar vários vídeoclipes de uma canção só, incluindo participações em programas e em externas e isso se fez até o começo dos anos 90, com a direção da maioria delas de Benny Corral. No fim dos anos 90 e durante anos 2000, Lucero passou a se arriscar mais em seus videoclipes sob a direção de Alfonso Pérez Butrón, Luis Velasco, Abraham Velasco e Ricardo Villacorta. Em 2010, a artista gravou pela primeira vez, dois videoclipes nos EUA sob a direção do americano Luieville. Em 2013 e 2014, Lucero passou a gravar videoclipes para serem lançados em álbuns duplos (CD/DVD), como foi feito com En Concierto (2013) e Aquí Estoy (2014).
Os primeiros álbuns de vídeo de Lucero foram baseados nos de estúdio, como La Novia de America (1992), versão VHS do álbum Sólo Pienso en Ti (1991) e Lucero de México: Recital con Mariachi (1993), baseado no álbum Lucero de México (1992). O vídeo Siempre Natural: Veleta (1994), foi o último álbum de vídeo em formato VHS lançado pela artista e o primeiro a ser ao vivo. Após lançar pela primeira vez em DVD seu segundo álbum ao vivo, En Vivo Auditorio Nacional, em 2007, Lucero voltou a investir fortemente em álbuns de vídeo a partir de 2013, quando lançou os álbuns duplos En Concierto e Aquí Estoy.

## Vídeos musicais

### Como artista principal
| Título                                        | Ano  | Álbum                   | Diretor                      | Ref.   |
| --------------------------------------------- | ---- | ----------------------- | ---------------------------- | ------ |
| "Todo el Amor del Mundo" (com Luis Miguel)    | 1985 | Fiebre de Amor          | René Cardona, Jr.            | [ 1 ]  |
| "Keiko"                                       | 1985 | Keiko                   | René Cardona, Jr.            |        |
| "Keiko, 3000 Kilos de Amor"                   | 1985 | Keiko                   | René Cardona, Jr.            |        |
| "Fuego y Ternura"                             | 1985 | Fuego y Ternura         | René Cardona, Jr.            |        |
| "Milliones Mejor Que Tú"                      | 1988 | Lucerito                |                              |        |
| "Vete Con Ella"                               | 1988 | Lucerito                |                              |        |
| "Cuéntame"                                    | 1989 | Cuéntame                |                              |        |
| "Tanto"                                       | 1989 | Cuéntame                |                              |        |
| "Corazón a la Deriva"                         | 1989 | Cuéntame                |                              |        |
| "Electricidad"                                | 1991 | Sólo Pienso en Ti       | Benny Corral                 | [ 2 ]  |
| "Ya No"                                       | 1991 | Sólo Pienso en Ti       | Benny Corral                 | [ 2 ]  |
| "Tu Infame Engaño"                            | 1992 | Lucero de México        | Benny Corral Mauricio Catala |        |
| "Contigo o Sin Ti"                            | 1992 | Lucero de México        | Benny Corral Mauricio Catala |        |
| "Como Duele"                                  | 1992 | Lucero de México        | Benny Corral Mauricio Catala |        |
| "Corazón Duro"                                | 1992 | Lucero de México        | Benny Corral Mauricio Catala |        |
| "Pétalos y Espinas"                           | 1992 | Lucero de México        | Benny Corral Mauricio Catala |        |
| "Tristes Recuerdos"                           | 1992 | Lucero de México        | Benny Corral Mauricio Catala | [ 3 ]  |
| "Que No Quede Huella"                         | 1992 | Lucero de México        | Benny Corral Mauricio Catala | [ 4 ]  |
| "Veleta"                                      | 1993 | Lucero                  | Benny Corral                 | [ 5 ]  |
| "Sobreviviré"                                 | 1993 | Lucero                  | Benny Corral                 | [ 6 ]  |
| "Y Volveré"                                   | 1994 | ¡Cariño de mis Cariños! | Benny Corral                 | [ 7 ]  |
| "Me Estás Quemando"                           | 1994 | ¡Cariño de mis Cariños! | Benny Corral                 | [ 8 ]  |
| "Palabras"                                    | 1995 | Siempre Contigo         | Benny Corral                 | [ 9 ]  |
| "Lazos de Amor"                               | 1996 | Lazos de Amor           | Miguel Córcega Carla Estrada | [ 10 ] |
| "Tácticas de Guerra"                          | 1997 | Piel de Ángel           | Benny Corral                 | [ 11 ] |
| "Toda la Noche"                               | 1997 | Piel de Ángel           | Benny Corral                 | [ 12 ] |
| "Reflejo"                                     | 1998 | Mulan                   | Barry Cook                   | [ 13 ] |
| "Quiero"                                      | 1999 | Un Lucero en la México  | Lucero León                  | [ 14 ] |
| "Popurrí Juan Gabriel"                        | 1999 | Un Lucero en la México  | Lucero León                  | [ 15 ] |
| "Mi Destino Eres Tú"                          | 2000 | Mi Destino              | Luis de Velasco              | [ 16 ] |
| "Quiero Amor"                                 | 2000 | Mi Destino              | Luis de Velasco              | [ 17 ] |
| "No Puedo Más"                                | 2000 | Mi Destino              | Abraham Pulido               | [ 18 ] |
| "Don't Waste My Time"                         | 2000 | Mi Destino              | Abraham Pulido               | [ 19 ] |
| "Te Estamos Esperando"                        | 2001 | N/A                     | Pedro Torres                 | [ 20 ] |
| "Que Alguién Me Diga"                         | 2002 | Un Nuevo Amor           | Ricardo Villacorta           | [ 21 ] |
| "Como Te Voy a Olvidar"                       | 2002 | Un Nuevo Amor           | Ricardo Villacorta           | [ 22 ] |
| "Entre la Espada y la Pared"                  | 2004 | Cuándo Sale un Lucero   | Adolfo Pérez Butrón          | [ 23 ] |
| "El Cable (Ven Papi)"                         | 2004 | Cuándo Sale un Lucero   | Adolfo Pérez Butrón          |        |
| "La Única Que Te Entiende"                    | 2006 | Quiéreme Tal Como Soy   | Adolfo Pérez Butrón          | [ 24 ] |
| "Indispensable"                               | 2010 | Indispensable           | Luieville                    | [ 25 ] |
| "Esta Vez la Primera Soy Yo"                  | 2010 | Indispensable           | Luieville                    | [ 26 ] |
| "Indispensable (English version)"             | 2011 | Indispensable           | Luieville                    | [ 25 ] |
| "No Me Dejes Ir"                              | 2012 | N/A                     | Benjamin Cann                |        |
| "No Pudiste Amar Así"                         | 2013 | En Concierto            | José Villalobos              | [ 27 ] |
| "Quién Como Tú"                               | 2014 | Aquí Estoy              | Cristobal Valecillos         | [ 28 ] |
| "Ay Amor"                                     | 2014 | Aquí Estoy              | Cristobal Valecillos         | [ 28 ] |
| "Simplemente Amigos"                          | 2014 | Aquí Estoy              | Cristobal Valecillos         | [ 28 ] |
| "Evidencias"                                  | 2014 | Aquí Estoy              | Cristobal Valecillos         | [ 28 ] |
| "Soledad"                                     | 2014 | Aquí Estoy              | Cristobal Valecillos         | [ 28 ] |
| "Pecado Original"                             | 2014 | Aquí Estoy              | Cristobal Valecillos         | [ 28 ] |
| "Y Aquí Estoy"                                | 2014 | Aquí Estoy              | Cristobal Valecillos         | [ 28 ] |
| "Ni Un Roce"                                  | 2014 | Aquí Estoy              | Cristobal Valecillos         | [ 28 ] |
| "Es Demasiado Tarde"                          | 2014 | Aquí Estoy              | Cristobal Valecillos         | [ 28 ] |
| "Tú Lo Decidiste"                             | 2014 | Aquí Estoy              | Cristobal Valecillos         | [ 28 ] |
| "Vámonos"                                     | 2014 | Aquí Estoy              | Cristobal Valecillos         | [ 28 ] |
| "Mi Talisman"                                 | 2014 | Aquí Estoy              | Cristobal Valecillos         | [ 28 ] |
| "Qué Manera de Perder"                        | 2014 | Aquí Estoy              | Cristobal Valecillos         | [ 28 ] |
| "No Entiendo"                                 | 2014 | Aquí Estoy              | Cristobal Valecillos         | [ 28 ] |
| "Joia Rara Preciosa"                          | 2016 | Brasileira              | Ricardo Mantoanelli          | [ 29 ] |
| "Filha Linda"                                 | 2016 | Brasileira              | Ricardo Mantoanelli          |        |
| "Pequena Aprendiz"                            | 2016 | Brasileira              | Ricardo Mantoanelli          |        |
| "Cadinho de Amor" (com Lorena Queiroz)        | 2017 | N/A                     | Ricardo Mantoanelli          |        |
| "Era Uma Vez" (com Lorena Queiroz)            | 2017 | N/A                     | Ricardo Mantoanelli          |        |
| "Aquarela"                                    | 2017 | Brasileira              | Ricardo Mantoanelli          | [ 30 ] |
| "Hasta que Amanezca"                          | 2017 | Enamorada con Banda     | John Jairo Toro              | [ 31 ] |
| "Me Gusta Estar Contigo"                      | 2017 | Enamorada con Banda     | John Jairo Toro              | [ 31 ] |
| "Te Quiero Para Mí"                           | 2017 | Enamorada con Banda     | John Jairo Toro              | [ 31 ] |
| "Luna Blanca"                                 | 2017 | Enamorada con Banda     | John Jairo Toro              | [ 31 ] |
| "Tu Nombre Me Sabe a Hierba"                  | 2017 | Enamorada con Banda     | John Jairo Toro              | [ 31 ] |
| "Yo Necesito Saber"                           | 2017 | Enamorada con Banda     | John Jairo Toro              | [ 31 ] |
| "Si Quieres Verme Llorar"                     | 2017 | Enamorada con Banda     | John Jairo Toro              | [ 31 ] |
| "Me Muero Por Estar Contigo"                  | 2017 | Enamorada con Banda     | John Jairo Toro              | [ 31 ] |
| "¿Por Qué Te Vas?"                            | 2017 | Enamorada con Banda     | John Jairo Toro              | [ 31 ] |
| "Me Gustas Mucho"                             | 2017 | Enamorada con Banda     | John Jairo Toro              | [ 31 ] |
| "Perdóname"                                   | 2017 | Enamorada con Banda     | John Jairo Toro              | [ 31 ] |
| "Búscame"                                     | 2017 | Enamorada con Banda     | John Jairo Toro              | [ 31 ] |
| "Pirulito que Bate Bate" (com Lorena Queiroz) | 2017 | N/A                     | Ricardo Mantoanelli          | [ 32 ] |
| "Necessitaría"                                | 2018 | Más Enamorada con Banda |                              | [ 33 ] |
| "Y Ahora Te Vás"                              | 2018 | Más Enamorada con Banda |                              | [ 33 ] |
| "Un Corazón Enamorado"                        | 2018 | Más Enamorada con Banda |                              | [ 33 ] |
| "Secreto de Amor"                             | 2018 | Más Enamorada con Banda |                              | [ 33 ] |
| "Aquella Noche"                               | 2018 | Más Enamorada con Banda |                              | [ 33 ] |
| "Ven Devórame Otra Vez"                       | 2018 | Más Enamorada con Banda |                              | [ 33 ] |
| "A Pesar de Todo"                             | 2018 | Más Enamorada con Banda |                              | [ 33 ] |
| "Quédate Conmigo Esta Noche"                  | 2018 | Más Enamorada con Banda |                              | [ 33 ] |
| "Me Gustaría"                                 | 2018 | Más Enamorada con Banda |                              | [ 33 ] |
| "Diséñame"                                    | 2018 | Más Enamorada con Banda |                              | [ 33 ] |
| "Será Porque te Amo"                          | 2018 | Más Enamorada con Banda |                              | [ 33 ] |
| "Si Quieres Ser Mi Amante"                    | 2018 | Más Enamorada con Banda |                              | [ 33 ] |
| "Morenita de Ojos Buenos"                     | 2018 | Más Enamorada con Banda |                              | [ 33 ] |
| "Necesitaría (Historia)"                      | 2018 | Más Enamorada con Banda |                              |        |
| "A Pesar de Todo (Historia)"                  | 2018 | Más Enamorada con Banda |                              |        |
| "Electricidad (En Vivo)"                      | 2018 | Enamorada en Vivo       | [ 34 ]                       |        |
| "A Pesar de Todo (En Vivo)"                   | 2018 | Enamorada en Vivo       | [ 35 ]                       |        |
| "Llorar (En Vivo)"                            | 2018 | Enamorada en Vivo       | [ 35 ]                       |        |
| "Eu Tô de Olho (En Vivo)"                     | 2019 | Brasileira en Vivo      | [ 36 ]                       |        |
| "Dona Desse Amor (En Vivo)"                   | 2019 | Brasileira en Vivo      | [ 36 ]                       |        |
| "Me Deshice de tu Amor"                       | 2019 | Sólo Me Faltabas Tú     |                              |        |

### Como convidada
| Título                                       | Ano  | Álbum                 | Diretor       | Ref.   |
| -------------------------------------------- | ---- | --------------------- | ------------- | ------ |
| "Cuatro Veces Amor" (com Manuel Mijares)     | 1995 | El Encuentro          | Oscar López   | [ 37 ] |
| "El Privilegio de Amar" (com Manuel Mijares) | 1998 | El Privilegio de Amar | N/A           | [ 38 ] |
| "Eterno Es Este Amor" (com Yanni)            | 2009 | Voces                 | Steve Purcell |        |
| "Electricidad" (com Grupo Cañaveral)         | 2017 | Fiesta Total          | N/A           | [ 39 ] |
| "La Cama" (com Bruno & Marrone)              | 2019 | La Película           | N/A           | [ 40 ] |
| "Como Tú" (com Luciano Pereyra)              | 2019 | N/A                   | N/A           | [ 41 ] |

### Participação especial
| Título                                 | Ano  | Álbum                  | Diretor            | Ref.   |
| -------------------------------------- | ---- | ---------------------- | ------------------ | ------ |
| "Fiesta Mexicana, Un Grito de Alegria" | 2008 | N/A                    | Ricardo Villacorta | [ 42 ] |
| "Mexicanas, Mujeres de Valor"          | 2009 | N/A                    | N/A                | [ 43 ] |
| "Luz"                                  | 2016 | México se Pinta de Luz | N/A                | [ 44 ] |

## Álbuns de vídeo
| Título                                  | Informações                                                                                | Descrição |
| --------------------------------------- | ------------------------------------------------------------------------------------------ | --- |
| Chicas de los 90's                      | - Lançamento: 1991 - Gravadora: Fonovisa Inc., Video Emoción - Formato: VHS                | - Vídeo que mostra os principais videoclipes das artistas mexicanas de maior sucesso do ano de 1990: Lucero, Thalía, Chantal Andere e Alejandra Gúzman.                                                   |
| La Novia de America                     | - Lançamento: 20 de Março de 1992 - Gravadora: Fonovisa Inc., Video Emoción - Formato: VHS | - Vídeo que mostra nove videoclipes das canções "Cuéntame", "Necesito Tu Amor", "Autocontrol", "Quién Pudera Quererte", "Ya No", "Tu Desdén", "Sólo Pienso en Tí", "Nada Cómo Ser Miss" e "Electricidad". |
| Lucero de México: Recital con Mariachi  | - Lançamento: 15 de Abril de 1993 - Gravadora: Fonovisa Inc., Video Emoción - Formato: VHS | - Vídeo que mostra uma apresentação de Lucero em Acapulco, assim como videoclipes gravados em estúdio das canções do álbum Lucero de México.                                                              |
| Cuándo Sale un Lucero: Edición Especial | - Lançamento: 2005 - Gravadora: EMI Music - Formato: DVD                                   | - Vídeo que mostra ensaios fotográficos e versões em remix de algumas faixas do álbum. |
| Aquí Estoy                              | - Lançamento: 18 de Novembro de 2014 - Gravadora: Universal Music Latino - Formato: DVD    | - Vídeo que contêm clipes das faixas do álbum de mesmo nome. Lucero interpreta as canções em um cenário com uma banda ao fundo.                                                                           |

## Álbuns de vídeo ao vivo
| Título                                   | Informações | Descrição |
| ---------------------------------------- | --- | --- |
| Siempre Natural: Veleta                  | - Lançamento: 10 de Dezembro de 1993 - Gravadora: Fonovisa Inc., Video Emoción - Formato: VHS                              | - Vídeo que mostra uma das apresentações da tour do álbum Lucero.                                                                          |
| Lucero en Concierto: Con Orquesta        | - Lançamento: 2001 - Gravadora: Jalisco Films - Formato: DVD                                                               | - Vídeo que mostra sua apresentação no Chicago Theatre em 1997. Essa é a primeira parte, constituída por músicas do gênero pop da artista. |
| Lucero en Concierto: Con Mariachi        | - Lançamento: 2001 - Gravadora: Jalisco Films - Formato: DVD                                                               | - Continuação do vídeo Lucero en Concierto: Con Orquestra. Nesta segunda parte, a artista canta canções somente do gênero mariachi.        |
| Christian & Lucero: Encuentros Musicales | - Lançamento: 30 de Janeiro de 2007 - Gravadora: Universal Music Latino - Formato: DVD                                     | - Vídeo que mostra uma apresentação do cantor mexicano Christian Castro com participação de Lucero.                                        |
| En Vivo Auditorio Nacional               | - Lançamento: 26 de Setembro de 2007 - Gravadora: EMI Music - Formato: DVD                                                 | - Vídeo que mostra uma das apresentações da tour de Quiéreme Tal Cómo Soy (2006).                                                          |
| En Concierto                             | - Lançamento: 19 de Novembro de 2013 - Gravadora: Universal Music Latino - Formato: DVD                                    | - Vídeo que mostra sua apresentação no Auditorio Nacional, no dia 25 de Outubro de 2012.                                                   |
| Enamorada con Banda                      | - Lançamento: 21 de Abril de 2017 - Gravadora: Fonovisa Records, Universal Music Latino - Formato: DVD, download digital   | - Showcase realizado no Centro Cultural Roberto Cantoral, na Cidade do México, em que interpreta todas as canções do álbum.                |
| Más Enamorada con Banda                  | - Lançamento: 11 de Maio de 2018 - Gravadora: Fonovisa Records, Universal Music Latino - Formato: DVD, download digital    | - Showcase realizado no Centro Cultural Roberto Cantoral, na Cidade do México, em que interpreta todas as canções do álbum.                |
| Enamorada en Vivo                        | - Lançamento: 9 de Novembro de 2018 - Gravadora: Fonovisa Records, Universal Music Latino - Formato: DVD, download digital | - Vídeo que mostra sua apresentação no Auditorio Nacional, no dia 6 de Julho de 2018, como parte de divulgação de Más Enamorada con Banda. |
| Brasileira en Vivo                       | - Lançamento: 26 de Maio de 2019 - Gravadora: Fonovisa Records, Universal Music Latino - Formato: DVD, download digital    | - Vídeo que mostra sua apresentação no Teatro Gamaro em São Paulo, no dia 6 de Setembro de 2017, como parte de divulgação de Brasileira.   |